# İlkan Karaman
Pour les articles homonymes, voir Karaman (homonymie).
İlkan Karaman, né le 13 mai 1990 à Istanbul en Turquie et mort le 8 septembre 2024 à Datça (Muğla) dans la province de Muğla, est un joueur de basket-ball turc. Membre de l'Équipe de Turquie de basket-ball, il évolue aux postes d'ailier fort et de pivot.

## Biographie
Ilkan Karaman est formé au sein du club de Tofaş Bursa en Turquie où il passe professionnel en 2008. Il joue pour le club turc jusqu'en 2011. Puis en 2011, il reste en Turquie et signe avec le club de Galatasaray SK mais il est immédiatement prêté au club de Pınar Karşıyaka, basé à İzmir pour la saison 2011-2012.
Ilkan Karaman est drafté en 2012 en 57e position par les Nets de Brooklyn.
En août 2012, il s'engage pour trois saisons avec le club turc de Fenerbahçe Ulker. Le club de Galatasaray conteste cette signature et explique qu'Ilkan Karaman est déjà sous contrat avec celui-ci. Mais la fédération turque tranche en faveur de Fenerbahçe.
Durant l'été 2013, il subit une arthroscopie des deux genoux afin de soulager une tendinite rotulienne chronique, ce qui l'empêche de jouer la saison 2013-2014 et la saison 2014-2015. Il remporte la Coupe de Turquie en 2013 et sans jouer, il remporte le championnat du Turquie en 2014.
En juillet 2014, il quitte le club de Fenerbahçe. Le 10 juillet 2014, les droits d'Ilkan Karaman passent aux Cavaliers de Cleveland.
Il rejoint en octobre 2015 le club de l'Acıbadem Üniversitesi SK après deux saisons blanches.
En septembre 2016, il rejoint le club de Beşiktaş JK pour la saison 2016-2017.
Il s'engage en juillet 2017 avec le club d'Istanbul Büyükşehir Belediyespor.
En janvier 2018, il quitte Istanbul pour rejoindre le club de Demir İnşaat Büyükçekmece pour le reste de la saison.
En juillet 2018, il revient dans son ancien club du Pınar Karşıyaka pour la saison 2018-2019.
Il rejoint en novembre 2019, le championnat de France et le club de Cholet Basket afin de remplacer le départ de Melvin Govindy.
En octobre 2020, il s'engage comme pigiste médical de Sadio Doucouré avec les Sharks d'Antibes en Pro B jusqu'à début décembre.
Il retourne en Turquie le 20 janvier 2021, en s'engageant avec Petkim Spor jusqu'à la fin de la saison en cours.
Le 30 septembre 2021, il reste dans le championnat turc en s'engageant avec Semt77 Yalovaspor.
En juin 2022, il retourne avec le Tofaş Bursa, onze ans après avoir quitté le club.
Le 8 septembre 2024, il meurt renversé par une voiture conduite par un chauffeur alcoolisé, à l'âge de 34 ans.

## Clubs successifs
- 2008-2011 :  Tofaş Bursa
- 2011-2012 :  Pınar Karşıyaka
- 2012-2014 :  Fenerbahçe Ulker
- 2015-2016 :  Acıbadem Üniversitesi SK
- 2016-2017 :  Beşiktaş JK
- 2017 :  Istanbul Büyükşehir Belediyespor
- 2018 :  Demir İnşaat Büyükçekmece
- 2018-2019 :  Pınar Karşıyaka
- 2019-2020 :  Cholet Basket
- 2020 :  Sharks d'Antibes
- 2021 :  Petkim Spor
- 2021-2022 :  Semt77 Yalovaspor
- 2022- :  Tofaş Bursa